# Чжан Сіюнь
Чжан Сіюнь (кит.: 张喜云 Zhāng Xǐ-yún, * 1955, Хебей, КНР) — китайський дипломат, Надзвичайний і Повноважний Посол КНР в Україні.

## Біографія
Народився у вересні 1955 року в китайській провінції Хебей.
З 1982 по 1986 — аташе, 3-й секретар Посольства Китаю в Москві (СРСР).
З 1986 по 1988 — 3-й, 2-й секретар Департаменту СРСР і країн Східної Європи МЗС Китаю в Пекіні.
З 1988 по 1991 — 2-й секретар Посольства Китаю в Москві (СРСР).
З 1991 по 1992 — 1-й секретар Посольства Китаю в Москві (СРСР).
З 1992 по 1995 — заступник начальника відділу, начальник відділу Департаменту країн Східної Європи і Центральної Азії МЗС Китаю.
З 1995 по 1997 — помічник інспектора Канцелярії із зовнішніх зв'язків Держради Китаю.
З 1997 по 2001 — радник-посланник, повноважний міністр Посольства Китаю в Москві (Росія).
З 2001 по 2005 — Надзвичайний і Повноважний Посол КНР в Баку (Азербайджан).
З 2005 по 2008 — Надзвичайний і Повноважний Посол КНР в Астані (Казахстан).
З 2008 по 2010 — директор Департаменту країн Європи і Центральної Азії МЗС Китаю.
З червня 2010 — Надзвичайний і Повноважний Посол КНР в Києві (Україна).
3 березня 2014 в.о. Міністра закордонних справ України Андрій Дещиця прийняв Посла КНР в Україні Чжан Сіюня, який завірив, що КНР поважає суверенітет та територіальну цілісність України і виступає за врегулювання теперішньої кризової ситуації в АРК виключно мирними засобами шляхом діалогу та консультацій всіх зацікавлених сторін. Він також підтвердив впевненість МЗС КНР, що «український народ сам зможе вирішити всі питання, з якими зіткнеться держава».